# Héctor García Gil
Héctor García Gil (León, 1974), también conocido bajo el seudónimo de Héctor Xil, es un lingüista, articulista, investigador, escritor y traductor español, especializado en el ámbito del asturiano-leonés o leonés, donde es reconocido como uno de los representantes más activos en la reivindicación de la misma.

## Obra

### Como lingüista
Habiendo sido premio de investigación lingüística por la Academia de la Lengua Asturiana, cuenta en su haber con diversas publicaciones científicas alrededor de la dialectología, historia, fonética o literatura asturleonesas.
En 2012 colaboró junto a Fernando Álvarez-Balbuena tanto en la redacción como en la revisión de Xurdir, guía gramatical de leonés, publicada por la Asociación Cultural Faceira, primera gramática del asturiano-leonés fundamentada en las hablas vivas en las provincias de León y Zamora con una apuesta ortográfica convergente con el sistema normativo propuesto por la Academia de la Lengua Asturiana.

### Como escritor
En 1996 coordinó la elaboración del libro Cuentos de Lleón, colaborando igualmente como escritor con los relatos Güeyos escuros, La Nueite ensin fin y Un trabachu más (este último bajo el pseudónimo de Lluis Fasgar). A partir de la publicación de esta obra comienza a considerarse la posibilidad de un proceso de recuperación de la lengua autóctona en la provincia de León.
En 2006 fue uno de las escritores escogidos para participar en la edición conmemorativa de la obra El Dialecto Leonés de Ramón Menéndez Pidal, donde además de recogerse el facsímil de la primera edición y de las encuestas realizadas por el creador de la escuela filológica española, se adjuntaban 11 obras de diversos autores en leonés, entre los que el relato La chave de ferruñu de este escritor, ejemplificaba el cultivo literario en el dialecto popularmente conocido como patsuezu.

### Como traductor
Ha participado con diversos textos y traducciones para la revista científica Lletres Asturianes o los periódicos La Nueva España y La Crónica de León. En su labor como traductor, es destacada la publicación del libro en aragonés As zien claus (Las cien llaves) de Chusé Raúl Usón, cuya traducción al asturiano dio como resultado Les cien llaves. Posteriormente en 2009 publica la traducción del ensayu sociolingüístico en catalán Mal de llengües (Mal de llingües) de Jesus Tuson. En 2023 traduce un  nuevo libro en aragonés de Chusé Raúl Usón, Enruenas, al asturiano bajo el título de Murueques.

## Publicaciones
- Cuentos de Lleón. Alborá Llibros. 1996. ISBN 9788487562129.
- Les cien llaves. Trabe. 2005. ISBN 9788480533355.
- Xil, Héctor (2006). El Dialecto Leonés, edición conmemorativa. Relato La chave de ferruñu (en leonés). El Buho Viajero. p. 115. ISBN 84-933781-6-X.
- Mal de llingües. 2009. Araz llibros.  ISBN 978-84-613-1998-5
- Murueques. 2023. Impronta. ISBN 978-84-126113-8-0